# Milan Đurić
Milan Đurić (Tuzla, Bosnia y Herzegovina, 22 de mayo de 1990) es un futbolista bosnio. Juega como delantero y su equipo es el Parma Calcio 1913 de la Serie A de Italia.
Comenzó su carrera profesional en Cesena, antes de unirse a Parma en 2010. Más tarde ese año, fue cedido a Ascoli y a Crotone un año después. En 2012, regresó a Cesena, que lo envió cedido a Cremonese ese mismo año, a Trapani al año siguiente y a Cittadella el año siguiente. Tres años después, se fue al Bristol City. En 2018 fichó por la Salernitana.
Jugó en el equipo sub-21 de Bosnia y Herzegovina, e hizo su debut en la selección absoluta en 2015, con 14 partidos internacionales y 7 goles desde entonces.

## Trayectoria

### Inicios
Đurić comenzó en los clubes amateurs, Vis Pesaro y San Marino, antes de unirse a las reservas del Cesena en 2006. Hizo su debut profesional contra Mantova el 30 de octubre de 2007 a la edad de 17 años. El 8 de diciembre, marcó su primer gol profesional contra Frosinone.
El 1 de julio de 2010, Đurić se fue a Parma en un acuerdo de copropiedad. El 30 de agosto de 2010, Đurić fue cedido a Ascoli. En enero de 2011, fue cedido a Crotone hasta final de temporada. En junio, su préstamo se extendió por una temporada adicional.
En el verano de 2012, Cesena volvió a comprar a Đurić, pero lo envió inmediatamente a préstamo a Cremonese durante toda la temporada. En julio de 2013, fue cedido a Trapani hasta final de temporada. En enero de 2014, fue enviado a préstamo a seis meses a Cittadella.

### Bristol City
El 4 de enero de 2017, Đurić fue transferido al Bristol City por una tarifa desconocida. Tres días después, hizo su debut con el club, en la eliminatoria de la FA Cup contra Fleetwood Town. Una semana después, debutó en la liga contra el Cardiff City. Đurić marcó su primer gol con el Bristol City en la victoria sobre el Rotherham United el 4 de febrero.

### Salernitana
En agosto de 2018, Đurić se unió a Salernitana en un contrato de cuatro años. Hizo su debut oficial con el club ante el Palermo el 25 de agosto. El 30 de marzo de 2019, marcó su primer gol con el Salernitana contra el Venezia.
El 13 de abril, Đurić anotó el primer triplete de su carrera.

## Selección nacional
Đurić fue parte de la selección sub-21 de Bosnia y Herzegovina bajo el mando de Vlado Jagodić.
En marzo de 2015, recibió su primera convocatoria en la selección absoluta, para los partidos contra Andorra y Austria. Đurić debutó con triunfo el 28 de marzo.
El 10 de octubre de 2015, en el partido de Clasificación para la Eurocopa 2016 contra Gales, Đurić marcó su primer gol. También proporcionó una asistencia para Vedad Ibišević, asegurando al equipo en una victoria crucial.
Tres días después, marcó el gol de la victoria contra Chipre, que envió a Bosnia y Herzegovina a los Play-off de la Clasificación para la Eurocopa 2016.

### Goles como internacional
| # | Fecha                 | Lugar                                                  | Rival      | Gol | Resultado | Competición                         |
| - | --------------------- | ------------------------------------------------------ | ---------- | --- | --------- | ----------------------------------- |
| 1 | 10 de octubre de 2015 | Bilino Polje, Zenica, Bosnia y Herzegovina             | Gales      | 1–0 | 2–0       | Clasificación para la Eurocopa 2016 |
| 2 | 13 de octubre de 2015 | Estadio GSP, Nicosia, Chipre                           | Chipre     | 3–2 | 3–2       | Clasificación para la Eurocopa 2016 |
| 3 | 25 de marzo de 2016   | Estadio Josy Barthel, Ciudad de Luxemburgo, Luxemburgo | Luxemburgo | 2–0 | 3–0       | Amistoso                            |
| 4 | 3 de junio de 2016    | Estadio Toyota, Toyota, Japón                          | Dinamarca  | 1–2 | 2–2       | Copa Kirin 2016                     |
| 5 | 3 de junio de 2016    | Estadio Toyota, Toyota, Japón                          | Dinamarca  | 2–2 | 2–2       | Copa Kirin 2016                     |
| 6 | 7 de junio de 2016    | Estadio Suita, Osaka, Japón                            | Japón      | 1–1 | 2–1       | Copa Kirin 2016                     |
| 7 | 7 de junio de 2016    | Estadio Suita, Osaka, Japón                            | Japón      | 2–1 | 2–1       | Copa Kirin 2016                     |

## Clubes
| Club                      | País       | Año       |
| ------------------------- | ---------- | --------- |
| A. C. Cesena              | Italia     | 2007-2010 |
| Parma F. C.               | Italia     | 2010-2012 |
| Ascoli Calcio (cesión)    | Italia     | 2010-2011 |
| F. C. Crotone (cesión)    | Italia     | 2011-2012 |
| A. C. Cesena              | Italia     | 2012-2017 |
| U. S. Cremonese (cesión)  | Italia     | 2012-2013 |
| Trapani Calcio (cesión)   | Italia     | 2013-2014 |
| A. S. Cittadella (cesión) | Italia     | 2014      |
| Bristol City F. C.        | Inglaterra | 2017-2018 |
| U. S. Salernitana 1919    | Italia     | 2018-2022 |
| Hellas Verona             | Italia     | 2022-2024 |
| A. C. Monza               | Italia     | 2024-2025 |
| Parma Calcio 1913         | Italia     | 2025-     |

## Palmarés

### Títulos nacionales
| Título                   | Club         | País   | Año     |
| ------------------------ | ------------ | ------ | ------- |
| Lega Pro Prima Divisione | A. C. Cesena | Italia | 2008-09 |

## Vida privada
Đurić nació en Tuzla, de padres de Vlasenica. Su padre, Goran, es exfutbolista. También tiene un hermano menor, Marco, que también es futbolista profesional. La familia se mudó a Pésaro, Italia en 1991, debido al estallido de la Guerra de Bosnia.
Đurić se casó con su novia Bianca en julio de 2016. Juntos tienen dos hijos, una niña llamada Alice y un niño llamado Cristian.